# Млади вукодлак 2
Млади вукодлак 2 (енгл. Teen Wolf Too) амерички је фантастични и хумористички филм из 1987. године. Редитељ филма је Кристофер Лич, а сценариста Тим Кринг. Главну улогу тумачи Џејсон Бејтман. Наставак је филма Млади вукодлак из 1985. године.

## Улоге
| Глумац            | Улога            |
| ----------------- | ---------------- |
| Џејсон Бејтман    | Тод Хауард       |
| Ким Дарби         | Танја Брукс      |
| Џон Астин         | Дин Дан          |
| Пол Санд          | Боби Финсток     |
| Џејмс Хемптон     | Харолд Хауард    |
| Марк Холтон       | Чаби             |
| Стјуарт Фрејткин  | Стајлс Стилински |
| Роберт Нири       | Гас Густавсон    |
| Бет Ен Милер      | Лиса Голдфлас    |
| Рејчел Шарп       | Емили            |
| Вилијам Х. Бертон | Паг              |
| Дејвид Бертон     | Питер            |